# 서프 앤드 터프

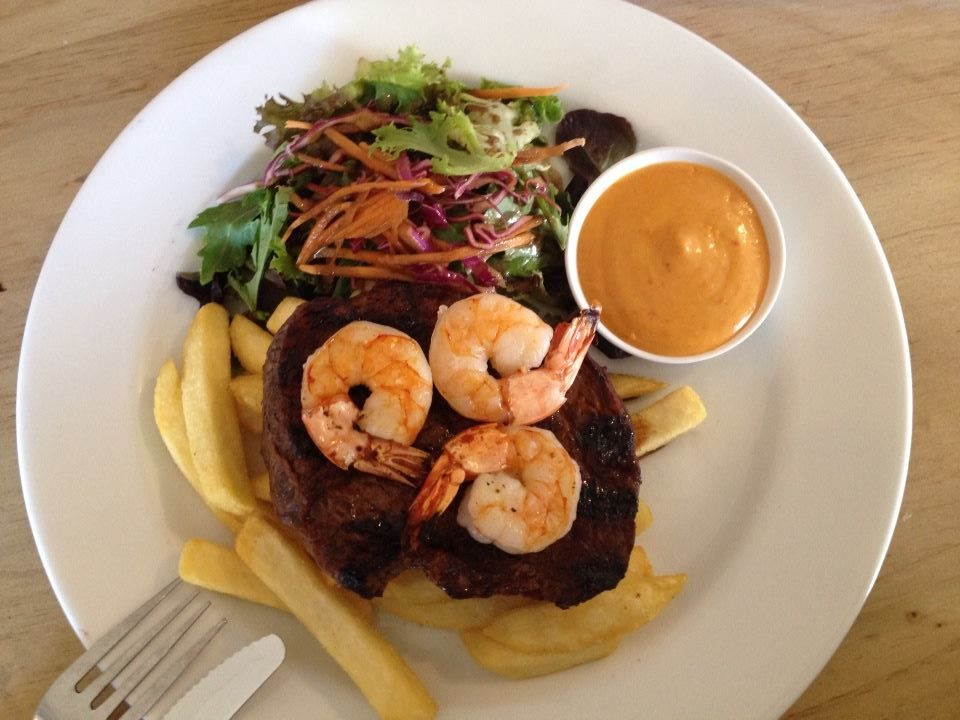
서프 앤드 터프

서프 앤드 터프(영어: Surf and turf)는 미국에서 메인 코스로 고기 요리와 해산물 요리가 같이 나오는 걸 말한다.

## 같이 보기
- 피시 앤드 칩스